# Phoradendron longifolium
Phoradendron longifolium là một loài thực vật có hoa trong họ Santalaceae. Loài này được Eichler ex Trel. miêu tả khoa học đầu tiên năm 1916.